# 禁軍

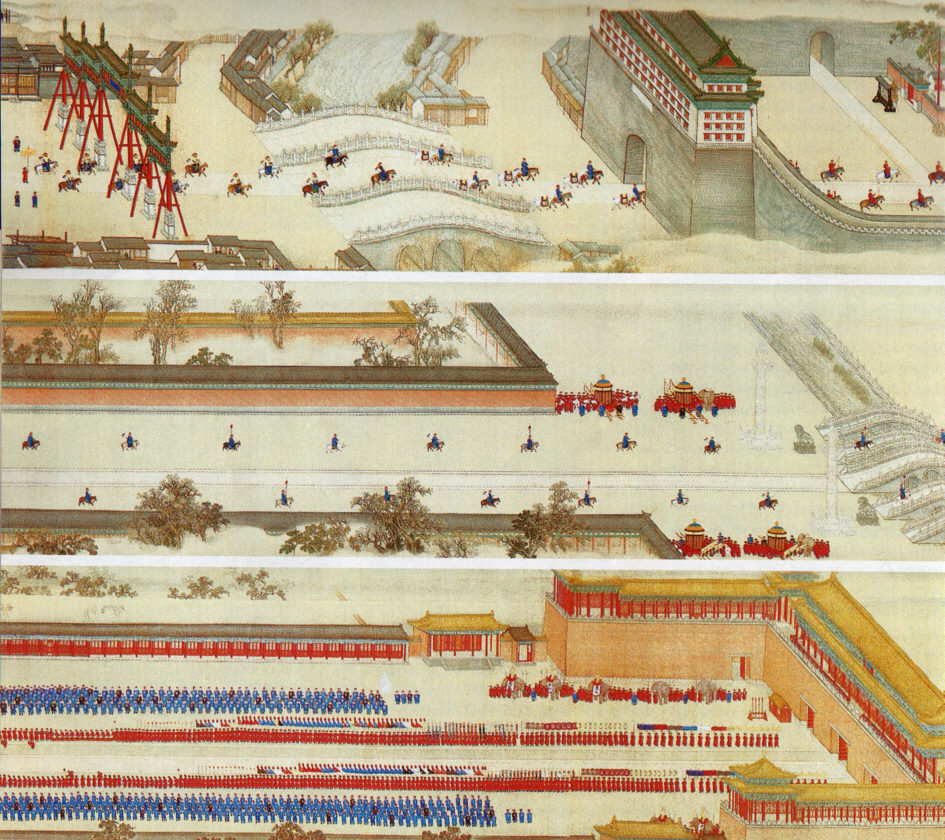
康熙南巡的御林軍

禁軍，直轄屬於帝王或元首（如監國、太后等），擔任護衛帝王或皇宮、首都警備任務的軍事部隊。

## 禁军（统称表）
| 秦   | 漢初          | 汉（武帝）             | 後漢   | 魏（文帝）      | 晋                     | 隋     | 唐                   | 宋                | 元     | 明                               | 清                       | 民国        | 主要职务                   |
| ---- | ------------- | ---------------------- | ------ | --------------- | ---------------------- | ------ | -------------------- | ----------------- | ------ | -------------------------------- | ------------------------ | ----------- | -------------------------- |
| 卫尉 | 北卫尉/南卫尉 | 金吾卫 (羽林骑/虎贲骑) | 八校尉 | 武卫营 (虎豹骑) | 宿卫军 (殿中军/牙门军) | 十六卫 | 北衙十军/ 南衙十六卫 | 侍卫亲军 (殿前司) | 怯薛军 | 守备京师十二营/ 上直二十六卫亲军 | 御前侍卫/兵卫 (九门提督) | 禁卫军/宪兵 | 京师安全之守卫与取締暴乱。 |

## 各國禁軍

### 中國

#### 先秦時代
三代夏、商時期，中央政府沒有常備武力，若要進行軍事行動，軍隊是臨時動員平民與奴隸組成。至周代，方有常備軍設置。
《周禮·夏官司馬》：「凡制軍，萬有二千五百人為軍，王六軍，大國三軍，次國二軍，小國一軍。」周天子直轄武力有六軍，其餘諸侯國依國家大小擁有一至三軍不等武力。六軍任務為拱衛天子、守備王畿、征伐不臣諸侯與蠻夷，性質相當於禁軍，六軍統率將領則分別委由朝廷大臣（卿士）任之。後世「六軍」一詞亦成為禁軍代稱，如唐‧白居易作《長恨歌》：「六軍不發無奈何，宛轉蛾眉馬前死。」

#### 秦漢時代
秦朝以衛尉掌皇宮諸門屯兵，中尉掌京師駐兵。
漢代初期，延襲為南、北二軍。漢代，以衛尉率南軍守衛宮城，中尉統北軍屯衛帝都。
漢武帝時，於南軍新設兩支天子侍衛禁兵，一曰「建章營騎」、二曰「期門騎」，後改稱「羽林」、「虎賁」。羽林、虎賁皆以中郎將為長官。
「建章營騎」以其衛守建章宮，後更名「羽林騎」，取「為國羽翼，如林之盛」之義。漢武帝又取陣亡將士子弟於羽林騎中扶養，別成一支曰「羽林孤兒」。
「期門騎」，取「皇帝微行，期諸殿門」之義。漢平帝時更名為「虎賁騎」，取「若虎賁獸」。「賁」者奔也，如虎奔驅攫獸而噬，言其猛烈。
漢武帝元鼎六年時，於北軍新設八禁兵，各以校尉統領之，曰「中壘」、「屯兵」、「步兵」、「越騎」、「長水」、「胡騎」、「射聲」、「虎賁」。南、北二軍，因南軍常隨侍帝側，故較受重視。
東漢，南軍羽林、虎賁及北軍八校尉，皆延設之，尤以北軍中侯為衛戍宮城之最高武官。漢靈帝時，為討伐西羌及黃巾賊，中平五年於洛陽西園招募壯丁成立一支允戰爭時赴外出征的禁軍「西園軍」，以中常侍蹇碩為首統率，設八校尉，八校尉分別為：
1. 西園上軍校尉―蹇碩
2. 虎賁中郎将・中軍校尉―袁紹
3. 下軍校尉―鮑鴻
4. 議郎・典軍校尉―曹操
5. 助軍校尉―趙融、馮芳
6. 左軍校尉―淳于瓊
7. 右軍校尉―夏牟

史稱「西園八校尉」。

#### 三國時代
魏文帝曹丕所組織的侍衛軍隊，稱「武衛營」，據傳漢末勁旅虎豹騎改編於此。

#### 隋代
隋朝的禁軍有十二卫（左右翊卫﹑左右骁卫﹑左右武卫﹑左右屯卫，左右候卫、左右御卫）和东宫六率（太子左右卫率、太子左右司御率、太子左右清道率）。十二卫具有双重属性，首先是作为卫戍京师守护禁中的天子卫队，其兵力由各地折冲府府兵轮番上京构成；另一方面，十二卫也是分别统辖京外折冲府事务的军事管理机构，在此层面上，左右翊卫是统辖十二卫六率的最高指挥机构。

#### 唐代

##### 南衙十六衛
唐朝沿袭隋朝的十二卫（左右翊卫→左右卫﹑左右骁卫﹑左右武卫﹑左右屯卫→左右威卫，左右候卫→左右金吾卫、左右御卫→左右领军卫），并增加四卫（左右千牛卫、左右监门卫），称南衙十六卫。
唐玄宗時，府兵制敗壞，府兵已無法有效番上十六衛補充兵源，於是在開元十一年，徵召京兆、蒲、同、岐、華府兵及平民，再增加潞州長從兵，共十二萬，稱「長從宿衛」，開元十二年改稱「彍騎」，開元十三年再將彍騎兵力分隸十二衛（左右監門衛及左右千牛衛除外）。天寶以後，彍騎又敗廢，府兵亦無兵可繳，十六衛至此僅存官額虛名，武備不復存矣。

##### 北衙十軍
唐高祖从太原起义的军队中选拔出三万禁军，负责皇宫的守卫工作，称为“元从禁军”，因驻守在皇城北面，故又称为北衙。唐太宗时，从大户人家挑选健壮青年，扩充禁军，号飞骑，再从中挑选善骑射者，称为百骑。
1. 左右羽林軍：唐高宗时，取府兵越騎、步射置左右羽林軍，大朝會則執仗以衛階陛，行幸則夾馳道為內仗。
2. 左右龍武軍：武则天时，扩北衙百骑为千骑。唐中宗时，扩千骑为万骑。唐玄宗以萬騎發動唐隆政變剿平韋皇后，即位後改萬騎為左右龍武軍。
3. 左右神武軍：安史之亂發生，玄宗西奔四川，禁軍士兵陪駕護衛者才一千餘人，肅宗赴靈武也只有禁軍一百餘人隨駕。及肅宗即位後，稍復調補北軍。至德二年肅宗徵調舊屬及隨從官員子弟，再抽調其他軍隊士兵，置為左右神武軍，又曰「神武天騎」，編制同左右羽林軍，此時與左右羽林軍、左右龍武軍總稱「北衙六軍」。元和二年時裁省左右神武軍。
4. 左右神威軍：肅宗置左右神武軍同時，又擇取善於騎射士兵千餘人成立「衙前射生手」，又曰「供奉射生官」、「殿前射生手」，分左、右廂，總號曰「左右英武軍」。寶應元年，張皇后欲殺太子李豫改立越王李係，李輔國命程元振率領射生軍入宮平亂殺張皇后、越王，肅宗受驚崩逝，李輔國擁立太子靈前繼位即唐代宗。事後代宗賜射生軍「寶應功臣」名號，故射生軍又號「寶應軍」。貞元五年，射生軍左、右廂改稱左右神威軍。元和三年裁併左右神威軍為「天威軍」，元和八年再廢除天威軍，兵員分隸神策軍。
5. 左右神策軍：神策軍原為哥舒翰成立用以抵禦吐蕃的部隊，後由魚朝恩趁機控制逐漸成為禁軍。

#### 五代北宋時代
五代時期，禁軍最重要的是侍衛親軍，其源於唐末時期抗衡牙兵，保衛節帥的親兵，随着各方藩镇各自称王称霸，藩镇亲军逐渐转化为禁军。後梁太祖時期始設侍衛親軍司。後唐明宗時期對侍衛親軍進行整頓，一將當時雜亂的軍號整齊劃一，二對驕兵悍將難制者悉數誅殺，以絕後患。後漢時期出現殿前都部署軍職。後周時期殿前司不斷得到強化。世宗時設立殿前司都點檢一職。
北宋太祖趙匡胤，即是後周殿前司都點檢，經陳橋兵變，黃袍加身，由禁軍擁護為開國皇帝，之後趙匡胤再邀集諸多擁護他之高級武官杯酒釋兵權，又继承后周以来的军制改革收拢地方兵权，逐渐将天下各镇的节帅亲军统合为惟从皇命的禁军；宋太宗再分置多職、互相制約以聽皇帝號令，扼阻前朝唐代藩鎮割據地方之禍。
經過祖宗二朝的改革，北宋的禁軍或禁兵已經不僅僅是以往戍衛京師的天子衛隊，而是分布全國負責實際軍事任務的正規軍，只是為了強調軍隊直屬天子的中央集權管理原則而繼續使用「禁軍」之名，其中只有隶属殿前司的殿前诸班（近卫骑兵）与御龙诸直（近卫步兵）是传统意义上供奉殿前护卫天子的「禁軍」。北宋的禁軍數目非常大，所養兵員為歷朝之冠。據錢穆《國史大綱》說，宋開國之初禁軍二十萬左右，以後則愈增愈多，至宋徽宗時代，林沖被稱為「八十萬禁軍」槍棒教頭，此數雖為虛數，但兵員名籍上，中外禁兵員數曾在宋仁宗慶曆年間達到八十三萬的最高峰，經過熙寧變法的員數清點和軍制改革後，禁軍員數儘管有大規模下降，然徽宗朝禁軍名籍上仍存六十餘萬員（若合廂軍則約八十萬強）。《續資治通鑑·宋仁宗慶曆八年》：“向因夏人阻命，諸路增置禁軍約四十二萬餘人，通三朝舊兵且八九十萬人，其鄉軍義勇、州郡廂軍、諸軍小分剩員等不在此數。”準確的說，北宋如此巨大规模的禁軍就是正規軍，但自古未有如宋之孱弱，原因有很多方面，除了強幹弱枝以文御武的統御原則外，養兵彌亂的福利性政策也是禁軍大多戰鬥力低下的原因之一。
宋朝亦有廂軍、鄉兵和蕃兵，但廂軍俸錢只有禁軍的一半，故戰力不高，除無廂編制外與禁軍編制類同，主要負責修築城池、擔任官營作坊內的工匠、軍匠和兵匠，從事鍛造兵器、釀酒、造船、冶煉、鑄錢、染織；修路筑橋、治河和興修水利、傳遞公文和運輸官物。《宋史·兵志》：“宋之兵制，大概有三：天子之卫兵，以守京师，备征戍，曰禁军；诸州之镇兵，以分给役使，曰厢军；选于户籍或应募，使之团结训练，以为在所防守，则曰乡兵。”宋代禁軍是募兵制，一旦入伍，終身服役，直至老疾退役。
北宋禁軍可分為殿前軍及侍衛親軍，殿前軍為主要精銳部隊。景德二年正月十九日，分侍衛親軍司為侍衛親軍馬軍和侍衛親軍步軍二司。太祖至真宗時期陸續罷置殿前司都點檢、殿前司副都點檢、侍衛親軍馬步軍司都指揮使、侍衛親軍馬步軍副都指揮使和侍衛親軍馬步軍都虞候等高職。至此禁軍分三衙指揮：殿前司、侍衛親軍馬軍司、侍衛親軍步軍司，三司長官為都指揮使，下設副都指揮使、都虞候各一人，由於北宋禁軍實際為國家正規軍，故三司長官－殿前司都指揮使（別稱「殿帥」）、侍衛親軍馬軍司都指揮使（別稱「馬帥」）、侍衛親軍步軍司都指揮使（別稱「步帥」）就是正規軍三位最高指揮官，合稱三帥，以殿前司都指揮使為首。本來北宋禁軍最高指揮官為殿前司都點檢，位在都指揮使之上，但因宋太祖就是任後周殿前司都點檢掌握禁軍，發動陳橋兵變即位，故宋朝對殿前司都點檢一職忌諱，後不設。殿前司都指揮使以節度使為之。而殿前司副都指揮使、殿前司都虞候以刺史以上充，政和四年，詔：「殿前都指揮使在節度使之上、殿前副都指揮使在正任承宣使之上、殿前都虞候在正任防禦使之上；馬軍都指揮使、馬軍副都指揮使在正任觀察使之上、馬軍都虞候在正任防禦使之上；步軍都指揮使、步軍副都指揮使在正任觀察使之上、都虞候在正任防禦使之上」。
北宋禁軍既兵額龐大，當然單位番號亦多，全國禁軍番號不下五、六十支，禁軍諸軍按廩祿分為上軍、中軍、下軍，月祿錢（付現錢）一貫以上為上軍，一貫以下五百文以上為中軍，五百文以下為下軍，其最精銳者為殿前軍轄屬捧日、天武、龍衛、神衛左右廂四軍兵士月祿料錢一千文，待遇亦最優，為「上四軍」。
北宋初期和中期禁軍編制有：廂、軍、指揮和都。諸軍皆分左右廂，按正規編制，一百人為一都，五都為一指揮，五指揮為一軍，十軍為一廂。廂設都指揮使、軍設都指揮使和都虞候、指揮設指揮使和副指揮使、都設軍使（馬軍）和副兵馬使（馬軍）、都頭（步軍）和副都頭（步軍），副兵馬使和副都頭之下設軍頭、十將、將虞侯、承局和押官。神宗接受蔡挺建議，行將兵法，以二十五人為一隊、一百二十五人為一陣、兩千五百人為一將，各路共設有有一百四十三將。每將設正將和副將各一人，下設有部將、隊將、押隊使臣，又置訓練官。
南宋時期禁军被各屯驻大军所取代，建炎初另御營司，由宰執擔任御營使和御營副使，管理御營軍，四年下詔改御營軍為神武軍。紹興五年下詔改神武軍為行營護軍，韓世忠部位前護軍、岳飛部為后護軍、劉光世部為左護軍、吳玠部為右護軍、張俊部為中護軍，十一年解除三大帥兵權后，以某州府駐紮御前諸軍作為番號，至開禧北伐前共設有十州府駐紮御前諸軍都統制司：鎮江府、建康府、江州、池州、鄂州、荊南府、興州、興元府、金州、利州。地方存留設的禁兵，则成为专供杂役、不从事战斗的部队。

#### 元代
辽代设宿卫司统领，为北面御帐官。成吉思汗建国后，护卫军由宿卫队、禿魯花及箭筒士队组成，分属四怯薛长。元世祖以后，宿衛軍成为皇帝的禁軍，包括在宫廷中分番宿卫的怯薛和诸侍卫亲军。

#### 明代
明朝禁軍分為守備京師的京營及衛戍皇城的上直二十六衛親軍。

##### 京營

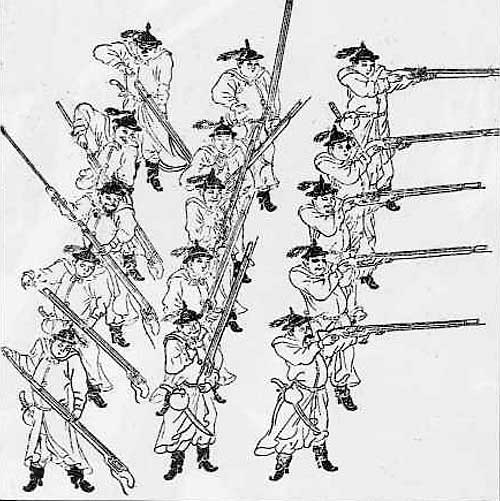
神機營禁軍

京營不只負責守備京師，明成祖數次出邊征討蒙古殘元勢力時亦以京營為主力，主要分為三大營：
1. 五軍營：每年徵調中都鳳陽、山東、河南、大寧等地衛所官兵輪值番上京師，故名為「五軍」，又五軍營分為中軍、左掖、右掖、左哨、右哨五營，亦謂五軍。
2. 三千營：司寶纛令旗隨侍之上直隸官軍。[2][3]永樂時得邊外三千降兵編成一營，故名為「三千」[4]，全營騎兵部隊。
3. 神機營：神機營裝備各類火鎗及火炮。

平時五軍營負責駐守軍營，三千營負責巡邏哨視，神機營則掌各類鎗砲火器。
皇帝御駕親征時，則皇帝御營居中，五軍營分布防守御營之外，步兵佈防內側，騎兵佈防外側。騎兵之外為神機營佈防，神機營外為堤圍土牆，周長二十里，上面佈置各種竹木枝刺為障護。京營在土木堡之變時幾乎全軍覆沒。
憲宗將京營三大營改編擴制為十二營，稱十二團營，分別為：
- 奮武、耀武、練武、顯武四武營。
- 取勇、果勇、效勇、鼓勇四勇營。
- 立威、伸威、揚威、振威四威營。

每團營其下再各自分轄五軍營（步軍）、三千營（寶纛令旗儀仗）、神機營（火器槍炮馬隊）。
世宗時又罷團營，復三大營舊制。在京各衛軍，俱分隸三營，分之為三十營，合之為三大營。

##### 上直二十六衛親軍
直隸諸衛親軍初建時原本只有十二衛，分別為：
1. 金吾前衛－衛戍午門達承天門左右，逮長安左右門，至皇城東西。
2. 金吾後衛－衛戍玄武門左右至北安門左右。
3. 羽林左衛－衛戍東華門左右至東安門左右。
4. 羽林右衛－衛戍西華門左右至西安門左右。
5. 府軍衛－衛戍午門達承天門左右，逮長安左右門，至皇城東西。
6. 府軍左衛－衛戍東華門左右至東安門左右。
7. 府軍右衛－衛戍西華門左右至西安門左右。
8. 府軍前衛－負責皇帝近身侍衛，又稱「帶刀舍人」、「帶刀侍衛」。
9. 府軍後衛－衛戍玄武門左右至北安門左右。
10. 虎賁左衛－衛戍午門達承天門左右，逮長安左右門，至皇城東西。
11. 錦衣衛－名錦衣衛指揮使司[5]，掌侍衛、儀仗、緝捕、詔獄。
12. 旗手衛－掌皇帝御駕金鼓、旗纛，並隨御駕出入及衛戍午門達承天門左右，逮長安左右門，至皇城東西。

建文四年燕王朱棣發動靖難之變篡位成功，本年改稱洪武三十五年，擢升下列北平燕王三護衛為親軍：
1. 羽林前衛－原北平「燕山中護衛」，衛戍午門達承天門左右，逮長安左右門，至皇城東西。
2. 金吾左衛－原北平「燕山左護衛」，衛戍東華門左右至東安門左右。
3. 金吾右衛－原北平「燕山右護衛」，衛戍西華門左右至西安門左右。

永樂四年再擢升原北平都指揮使司七衛為親軍：
1. 燕山左衛－衛戍東華門左右至東安門左右。
2. 燕山右衛－衛戍西華門左右至西安門左右。
3. 燕山前衛－衛戍午門達承天門左右，逮長安左右門，至皇城東西。
4. 大興左衛－衛戍玄武門左右至北安門左右。
5. 濟陽衛－衛戍午門達承天門左右，逮長安左右門，至皇城東西。
6. 濟州衛－衛戍午門達承天門左右，逮長安左右門，至皇城東西。
7. 通州衛－原北平都指揮使司「安吉衛」，衛戍玄武門左右至北安門左右。

宣德八年設以下四衛，掌隨駕護衛：
1. 騰驤左衛
2. 騰驤右衛－舊為神武前衛。
3. 武驤左衛
4. 武驤右衛

以上二十六衛俱稱親軍都指揮使司，不屬五軍都督府管轄。

#### 清代
清代以領侍衛府負責皇帝近身及紫禁城警備，為八旗兵，類似於南軍；提督九門步軍巡捕五營統領即「九門提督」負責北京的守備和治安，為綠營兵，類似於北軍。清末1908年，清廷委貝勒載濤、毓朗、陸軍部尚書鐵良為訓練大臣，挑選各旗營精壯士兵，按照西方軍事編制編練禁衛軍。1911年編練成。設二協，未設鎮統（軍長），第一協協統為良弼，第二協協統為王廷楨。

##### 領侍衛府
領侍衛府下轄禁衛兵分為郎衛及兵衛：
- 郎衛為皇帝近身警衛，並負責紫禁城門禁，即俗稱「御前侍衛」，侍衛分四等，更有藍翎侍衛。凡御前侍衛、乾清門侍衛由上三旗簡用，康熙二十九年以武進士技優者拔置侍衛，偕三旗值宿，皆無定員。
- 兵衛有親軍營、驍騎營、護軍營、前鋒營、虎槍營、健銳營、神機營等，即正規禁軍部隊。其中護軍營（巴牙喇營）為守衛宮殿門戶（紫禁城與圓明園）的八旗精兵，設有護軍統領（巴牙喇纛額真、巴牙喇纛章京），每位巴牙喇可以擁有10名擄掠來的包衣奴隸。

##### 提督九門步軍巡捕五營統領
提督九門步軍巡捕五營統領即九門提督「九門提督」，為鎮守北京城最高司令官；統帥之軍隊紮營於豐臺大營（今北京市豐臺區境）。

#### 满洲国
1932年日本控制下的满洲国建国后，其政权也曾建立过以满、蒙人为主的禁衛隊维护满洲国皇室安全，部队规模虽小，但装备训练较同时期的满洲国军而言已十分精锐。

#### 中華民國
1911年武昌起義後，馮國璋任原清廷禁衛軍統領。1914年禁衛軍改為陸軍第十五師，師長劉詢，和陸軍第十六師，師長王廷楨，駐紮南京。1917年馮國璋北上繼任中華民國大總統，第十五師隨馮北上，任總統拱衛軍司令移駐北京。
中華民國憲兵的制度類似古中國禁軍，除了執行一般憲兵的軍警職務外，也有防衛首都和固守重要中央政府機關的責任。

#### 中华人民共和国
在中華人民共和國，北京的非軍事隊伍也通常會冠以御林軍的別稱，如北京國安足球俱樂部。
中央警衛局負責保護中華人民共和國黨和國家領導人安全的重要任務，擔當類似禁軍的角色。

### 日本
日本戰前成立了近衛師團守衛皇宮，並擔當「禁軍」的角色。戰後日本皇軍面臨解散，所以把部分近衛師團改編為禁衛府，但幾個月後旋即廢止。皇宮的守衛改由警視廳皇宮警察部負責。
戰後日本受限於憲法，只能保留自衛隊，防衛省計畫在未來將陸上自衛隊第1師團改組為「首都防衛集團」，負責首都東京都會圈的戍衛。

### 英國
英國的禁軍，可稱為御林軍，為一支在英國君主居住的白金漢宮的守備隊伍。平時負責宮內的保安，目前只作為宮禁的特色之一，從前負責的防務工作已經交由倫敦警察廳負責。

### 希腊

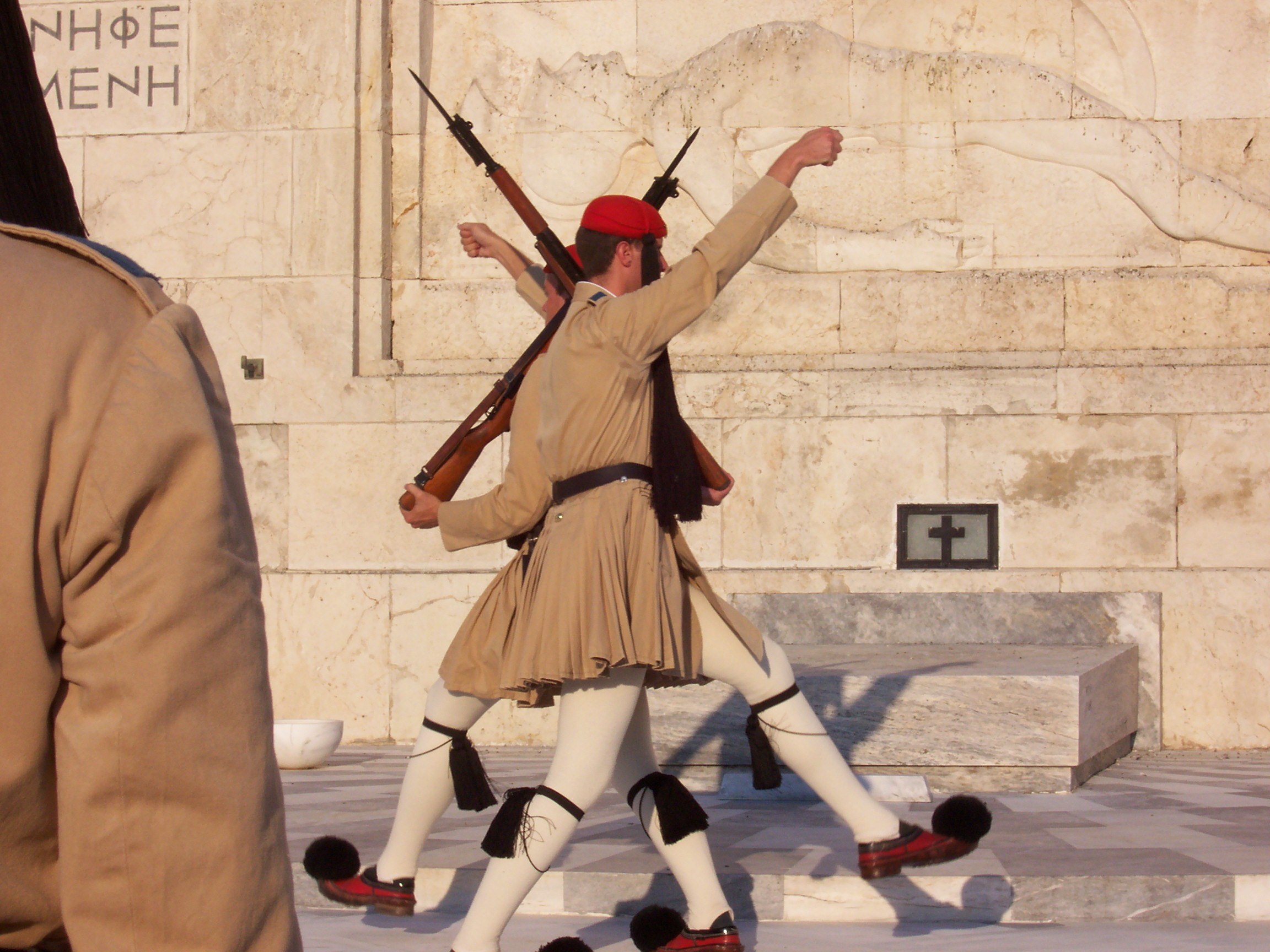
穿着夏常服的希腊总统卫队在无名烈士纪念碑前的卫兵交接仪式。

希腊精锐的埃夫佐尼早在王政时期就担任保卫工作。现在担任总统卫队的职务，保卫雅典宪法广场的无名塚、国会、总统府等建筑。
这支部队以别致醒目的苏格兰裙式着装闻名于世。

### 引用
1. ↑  傳統中國文學電子報第二○九期 2005/10/14   主題：先秦軍制淺談──以晉楚城濮之戰為例
2. ↑  .   [2013-06-20]. （原始内容存档于2021-03-12）.
3. ↑  錦衣衛大漢將軍、旂手衛紅盔將軍、明甲將軍。《明會典》
4. ↑  明史/卷89
5. ↑  史籍中並無「錦衣親軍都指揮使司」這一名稱，正式的為「錦衣衛指揮使司」（見於《明實錄·太祖高皇帝實錄》卷160，乙卯條），是正式的衛所名稱。親軍之名多為後世訛傳。
6. ↑  《燕都叢考》云：“清宣統間改曰禁衛軍街，有禁衛軍司令處。”
7. ↑  清末禁衛軍與清帝退位 的存檔，存档日期2009-07-21.

### 書籍
- 蒙曼：《唐代前期北衙禁軍制度研究》
- 王镜轮、向斯：《明清禁卫军密档 （页面存档备份，存于）》中国工人出版社 2009年

### 文章
- 譚武群：〈《水滸》八十萬禁軍考〉，《船山學刊》，2006年第04期

## 參閱
- 憲兵
- 首都戍衛部隊
  - 美國陸軍華盛頓軍區
  - 韓國首都防衛司令部
  - 中国人民解放军北京卫戍区
  - 巴黎軍政長官
  - 越南共和國首都安全聯團（已廢止）
- 耶尼切里